# طهمورس (بابارشاني)
طهمورس (بالفارسية: طهمورث) هي منطقة سكنية تقع في إيران في كردستان. يقدر عدد سكانها بـ 44 نسمة بحسب إحصاء 2016.